# Ranchers Bees Stadium
Ranchers Bees Stadium, auch Kaduna Township Stadium genannt, ist ein Mehrzweckstadion in der Stadt Kaduna im gleichnamigen Bundesstaat Kaduna in Nigeria. Es hat eine Kapazität von 10.000 Zuschauern, wird derzeit hauptsächlich für Fußballspiele genutzt und ist die Heimspielstätte von Kaduna United und der Ranchers Bees.